# Lew Kopielew
Lew Zinowiewicz Kopielew (ros. Лев Зиновьевич Копелев; ur. 27 marca?/9 kwietnia 1912 w Kijowie; zm. 18 czerwca 1997 w Kolonii) – rosyjski pisarz, literaturoznawca i historyk literatury, dysydent polityczny w ZSRR.

## Życiorys
Kopielew urodził się w rodzinie rosyjskiego agronoma pochodzenia żydowskiego. W latach trzydziestych XX wieku studiował w Charkowie oraz Moskwie germanistykę, filozofię, literaturoznawstwo i historię, podejmując po studiach pracę naukową. W czerwcu 1941 roku zgłosił się na ochotnika do Armii Czerwonej, gdzie dosłużył się stopnia majora. 3 listopada 1943 roku został odznaczony Orderem Czerwonej Gwiazdy a 19 listopada Orderem Wojny Ojczyźnianej II klasy. Widząc zbrodnie popełniane przez Armię Czerwoną na ludności cywilnej Prus Wschodnich próbował się im przeciwstawiać. Działania te zakwalifikowano jako burżuazyjno-humanistyczną propagandę na rzecz wroga – w efekcie Kopielew spędził niemal dziesięć lat w łagrach i więzieniach stalinowskich. W roku 1956 został zrehabilitowany, kontynuował pracę naukową i pisarską. Jednak już w drugiej połowie lat sześćdziesiątych popadł ponownie w niełaskę ze względu na zaangażowanie w kręgach dysydenckich. Został wykluczony z partii i stracił etat w Instytucie Historii Sztuki. W listopadzie 1980 roku wyjechał w celach badawczych do ówczesnej RFN. Władze ZSRR wykorzystały tę okazję do pozbycia się Kopielewa z kraju odbierając mu obywatelstwo ZSRR. Pisarz pozostał w RFN, gdzie kontynuował pracę naukową i pisarską, poświęcając się szczególnie stosunkom rosyjsko-niemieckim. Pochowany na Cmentarzu Dońskim w Moskwie.

## Wyróżnienia
Lew Kopielew był laureatem wielu nagród i wyróżnień, min.:
- Doktorat honorowy uniwersytetu w Kolonii (1981) oraz New School of Social Research w Nowym Jorku (1983)
- Nagroda Niemieckiej Akademii Języka i Poezji (1979)
- Nagroda Pokojowa Księgarzy Niemieckich (1981)
- Nagroda Pokojowa im. Ericha Marii Remarque'a (1991)

## Publikacje
Prace Kopielewa są w Polsce mało znane. W języku polskim ukazały się w 1990 roku Bożyszcza mojej młodości w przekładzie Grażyny Strumiłło-Miłosz. Na uwagę zasługuje także autobiografia Хранить вечно. Wśród prac naukowych należy wymienić wielotomową historię stosunków rosyjsko-niemieckich (tzw. projekt wuppertalski) oraz komentarze do dzieł Bertolta Brechta, Heinricha Bölla, Tomasza Manna i Anny Seghers oraz biografię Bertolta Brechta.

## Odniesienia w kulturze
- Utwór „Against Bridge Burners” niemieckiej grupy muzycznej Heaven Shall Burn, opublikowany w albumie Invictus (Iconoclast III), odnosi się bezpośrednio do osoby Lwa Kopielewa.

## Upamiętnienie
Od 2001 roku Forum Lwa Kopielewa przyznaje Nagrodę im. Lwa Kopielewa osobom, projektom lub organizacjom, które działają na rzecz pokoju i praw człowieka.